# Окупація більшовиками Полтави (1918—1919)
Окупація більшовиками Полтави (1918) — захоплення більшовицькими військами Полтави 19 січня 1918 року.

## Передумови
У радянсько-українській війні важливими стратегічними пунктами Лівобережної України були залізничні вузлові станції, через які сполучалися залізничні шляхи: Гребінка, Ромодан, Крути, Бахмач. Проміжними пунктами оборони українських військ були: Суми, Конотоп, Ніжин, Костянтиноград, Полтава. Здобуття означених залізничних ліній та станцій і стало головним завданням радянських військ В. Антонова.

## Наступ
18 січня 1918 Володимир Антонов-Овсієнко видав директиву про загальний наступ на Полтаву. Керувати наступом було призначено М. Муравйова. Напередодні виступу з Харкова на Полтаву його загін було збільшено на 975 багнетів. У ніч на 19 січня 1918 загін М. Муравйова, маючи в авангарді панцирний потяг з групи П. Єгорова, вирушив у напрямку Полтави. Кожній зі своїх частин Муравйов поставив завдання: загін Беленковича мусив захопити та утримувати вокзал; полк червоного козацтва — будівлі кадетського корпусу, де розташовувались Віленське училище і Мазепинський полк.
Проукраїнський гарнізон напередодні наступу був значно послаблений через вбивство у готелі «Європейський» (зруйнований за часів II СВ, сучасна Небесної Сотні 4) Юрія Ластівченка, що призвело до акції помсти з боку богданівців, богунівців та юнкерів, які у ніч з 15 на 16 грудня розгромили місцеву РРіСД із влаштуванням погромів у місті. Унаслідок подібної вендети вояк цих двох полків на початку січня було відкликано з Полтави до Києва. Болбочан також вивів основні сили на Кременчук, відступивши без бою, тож залишене напризволяще місто взяли майже без жодного опору.
Загін Беленковича, як і було намічено, захопив вокзал. Червоні козаки В. Примакова зайняли телефонну станцію та губернське управління. На вокзалі до військ Муравйова приєдналось 40 місцевих червоногвардійців, у центрі міста — ще 50. По тому радянські війська оточили кадетський корпус, де знаходилась більшість військ, підлеглих Центральній Раді. Значною мірою збільшовизовані Мазепинський та ім. П. Сагайдачного полки склали зброю майже без опору. З деякими складнощами було роззброєно Віленське училище, юнкери якого вчинили збройний опір, через що частину їх було розстріляно. Дехто з вояків, зокрема невеличка група юнкерів Віленського училища, замість домівок вирушили до Києва, де згодом влилися до складу Гайдамацького коша Слобідської України.

## Конфлікт Муравйова з місцевим виконкомом
Уже в перший день перебування радянських військ у Полтаві між Муравйовим та місцевим виконкомом Ради робітничих, солдатських і селянських депутатів виник конфлікт. Останні не підтримували збройну боротьбу Раднаркому проти Центральної Ради. Муравйов під час телефонних перемовин із Антоновим розповідав, що представники виконкому скептично ставилися до «Харківського» уряду, планували зробити Полтаву нейтральною як стосовно Раднаркому, так і Центральної Ради. Унаслідок погроз з боку Муравйова члени виконкому були вимушені покинути місто, а Бочковського невдовзі було розстріляно.
Командир полку ім. Костя Гордієнка Всеволод Петрів у своїх споминах згадував про допомогу у звільненні від російських більшовиків з боку місцевих червоних козаків. Він же висловлював гнів та обурення з приводу того, що тогочасне військове керівництво не дозволило долучити їх надалі до своїх військ.

## Політичні наслідки
Не знайшовши підтримки серед місцевих більшовиків та їх союзників, Муравйов під загрозою багнетів організував таку міську раду робітничих та солдатських депутатів, склад якої цілком задовільняв Антонова, харківський народний секретаріат і московський Раднарком.